# Ландольт, Эдмунд
Жак Родольф Эдмон (Эдмунд) Ландольт (фр. Edmond Landolt; 17 мая 1846, Кирхберг (Берн) — 9 мая 1926, Париж) — швейцарский медик, врач-офтальмолог, доктор философии (1869).

## Биография
Родился в семье француженки и отца-швейцарца. Изучал медицину в Цюрихском университете, в 1869 году получил степень доктора философии.
Продолжил учёбу у Фердинанда Арльта в Вене, фон А. Грефе и Гельмгольца в Берлине, а также Х. Снеллена и Ф. Дондерса в Утрехте.
Работал ассистентом Горнера в Цюрихе. Участник Франко-прусской войны. В 1871 году приехал во Францию  со швейцарским военным госпиталем, присутствовал при Осаде Бельфора, где заразился брюшным тифом.
Переехав в Париж, работал офтальмологом.
В 1874 г. возглавил основанную им глазную клинику в Париже. В 1881 году был одним из организаторов журнала «Архивы офтальмологии» (Archives d’ophtalmologie), позже вместе с Э. Жавалем руководил Лабораторией офтальмологии. Пионер работ по их изучению и лечению глазных мышц и их нарушений.
Ему принадлежит ряд работ и исследований о косоглазии, о пластических операциях век, о вставлении искусственных глаз, о различных офтальмологических инструментах (офтальмоскопе, офтальмометре, офтальмотропе, Кольца Ландольта и др.).